# Noah Sarenren Bazee
Noah Sarenren Bazee (ur. 21 sierpnia 1996 w Stadthagen) – niemiecki piłkarz pochodzenia nigeryjskiego grający na pozycji napastnika. Od 2016 roku zawodnik Hannoveru 96.

## Życiorys
W czasach juniorskich trenował w SSV Südwinsen, TuS Celle FC, JFC Allertal, TSV Havelse i Hannoverze 96. W 2016 roku dołączył do pierwszego zespołu Hannoveru. W Bundeslidze zadebiutował 8 kwietnia 2016 w zremisowanym 2:2 meczu z berlińską Herthą BSC. Grał w nim do 73. minuty, po czym został zmieniony przez Ceyhuna Gülselama.